# (8321) Аким
(8321) Аким (лат. Akim) — типичный астероид главного пояса, открыт 13 марта 1977 года советским астрономом Николаем Черных в Крымской астрофизической обсерватории и 1 мая 2003 года назван в честь учёного-баллистика и планетолога Эфраима Акима.

## Обнаружение и именование
(8321) Аким
Открыт 13 марта 1977 года в Крымской астрофизической обсерватории Н. С. Черных.
Эфраим Лазаревич Аким (р. 1929) — заместитель директора Института прикладной математики им. Келдыша РАН. Является выдающимся учёным в области прикладной небесной механики Луны и планет и определения параметров Солнечной системы.
Оригинальный текст (англ.)8321 Akim
Discovered 1977 Mar. 13 by N. S. Chernykh at the Crimean Astrophysical Observatory.
Efraim Lazarevich Akim (b. 1929), deputy director at the Keldysh Institute of Applied Mathematics, is an outstanding scientist in applied celestial mechanics to the moon and planets and the determination of parameters of the solar system.
Источники: REF: 20030501/MPCPages.arc; M.P.C. 48388.

## Орбита

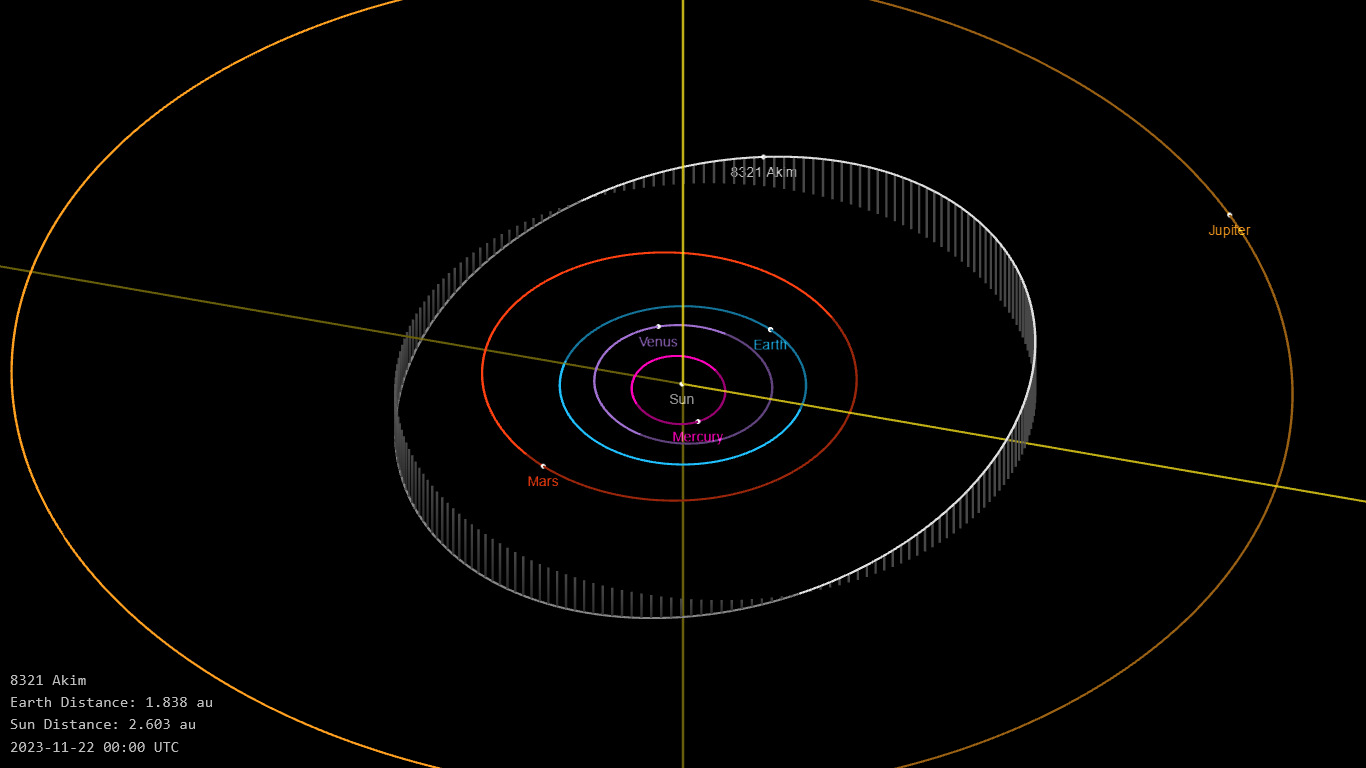
Орбита астероида Аким и его положение в Солнечной системе

## Физические характеристики
Астероид относится к таксономическому классу S.
По результатам наблюдений в видимом и ближнем инфракрасном диапазоне космического телескопа NEOWISE диаметр астероида оценивался равным 10,532±0,671 км. Согласно тому же источнику альбедо оценивается как 0,145±0,019.